# Acalolepta fraudatrix
Acalolepta fraudatrix är en skalbaggsart som först beskrevs av Bates 1873.  Acalolepta fraudatrix ingår i släktet Acalolepta och familjen långhorningar.

## Underarter
Arten delas in i följande underarter:
- A. f. nigricornis
- A. f. satoi
- A. f. yakushimana